# Beets (Hollande-Septentrionale)
Pour les articles homonymes, voir Beets.
Beets est un village de la commune néerlandaise d'Edam-Volendam, situé dans la province de Hollande-Septentrionale. 

## Géographie
Le village est situé dans le nord de la commune, à 10 km au nord-ouest d'Edam.

## Histoire
Beets est une commune à part entière avant 1970, date à laquelle elle est intégrée dans la commune de Zeevang, qui fusionne le 1er janvier 2016 avec Edam-Volendam.

## Démographie
Le 1er janvier 2018, le village comptait 555 habitants.